# Befejezetlen élet
A Befejezetlen élet (eredeti cím: An Unfinished Life)  2005-ben bemutatott családi filmdráma. Főszereplők Robert Redford, Jennifer Lopez és Morgan Freeman.

## Cselekmény
|  | Alább a cselekmény részletei következnek! |

Ishawooa, Wyoming állam, USA, napjainkban (2004 körül).
Einar Gilkyson (Robert Redford) egykor sikeres farmer birtokának nagy részét elvesztette alkoholizmusa miatt. Állataiból egyetlen tehene maradt, aminek tejéből kóbor macskáknak is jut. Közeli szomszédja és barátja Mitch (Morgan Freeman), aki a mai napig nem tudott felépülni egy medvetámadás során szerzett sérüléseiből. Einar is jelen volt akkor, de részegsége miatt nem tudott időben segíteni. Einar minden nap bekeni Mitch sebeit a hátán és injekciót ad neki. Mitch két mankóval jár és állandó fájdalmai vannak. Ennek ellenére derűsen néz az életbe, és a medvét sem hibáztatja, amiért nyomorékká tette őt. „Behatoltunk a területére, ő pedig medveként viselkedett. Nem hibáztathatjuk ezért.”
Griffin, Einar fia körülbelül tizenkét éve autóbalesetben életét vesztette, amiért apja nem bocsátott meg fia feleségének, Jean-nek (Jennifer Lopez), aki az autót vezette. Emiatt lányunokájával sem találkozott soha, bár nem is tudott a létezéséről.
Tizenegy év után Einar ajtajában megjelenik nemkívánatos menye, Jean és unokája, Griff. Jean azért érkezett a farmra, mivel élettársa, egy erőszakos, vörös hajú férfi gyakran verte, és máshová nem tudott menni. A nagy távolság miatt bízik benne, hogy a férfi nem bukkan a nyomára. Einar vonakodva befogadja az unokáját és annak édesanyját. Jean már másnap munkát talál egy étteremben, és szeretne minél hamarabb elmenni ellenséges apósától. A baj azonban utoléri Jeant, mivel a nyomára bukkan erőszakos élettársa, Gary (Damian Lewis) aki azt akarja, hogy folytassák a kapcsolatukat.
Időközben a medve, ami megtámadta Mitch-et, előbukkan a hegyekből, de mielőtt Einar lelőhetné, a vadőrök elfogják a medvét és a kisváros állatkertjébe viszik. Mitch szeretné, ha Einar kiszabadítaná a medvét.
Einar eleinte kelletlenül bánik unokájával is, majd egyre jobban megkedveli, még teherautóján vezetni is megtanítja.
Hogy Mitch furcsa kívánságának eleget tegyen, Einar és Griff éjszaka az állatkerthez mennek az autójukkal, aminek platójára erős ketrecet tettek. Odatolatnak a ketrechez és kinyitják, majd egy hússzelettel már majdnem sikerül az autóra csalogatni a medvét, amikor Einar azt mondja a lánynak, hogy szálljon be az autóba. Ő beszállás közben véletlenül üresbe teszi a sebességváltót, az autó ennek hatására gurulni kezd. A keletkezett résen a medve kiszabadul és Einarra támad. Griff dudálással riasztja el a medvét. Amikor Griff szabadkozik, Einar ezt mondja: „Nem a te hibád, véletlen volt.” Griff kórházba fuvarozza a nagyapját, akinek csak kisebb sérülései vannak. Einar rájön a két eset hasonlóságára: ami vele történt, és ami a fiával, mindkettőben a véletlen játszott szerepet.  Einar ezt eddig nem tudta elfogadni, ezért igazságtalanul vádolta Jeant, aki elismerte, hogy nagyon fáradtak voltak akkor éjjel mind a ketten és pénzfeldobással döntöttek róla, hogy ki vezessen. A végzetes pillanatban elaludt a volánnál, autójuk hatszor megpördült. Férje azonnal meghalt. Jean akkor már terhes volt.
A kisváros fiatal seriffje és Jean kölcsönösen vonzódnak egymáshoz, egyszer-kétszer magánprogramot csinálnak. A seriff és Einar is figyelmezteti Jean exbarátját, hogy tűnjön el. Amikor másodszor is feltűnik a háznál, Einar kilövi a kocsija gumijait, majd jól elveri a férfit, aki távolsági busszal elutazik.
|  | Itt a vége a cselekmény részletezésének! |

## Szereplők
- Robert Redford – Einar Gilkyson (Végvári Tamás)
- Jennifer Lopez – Jean Gilkyson, a menye (Németh Bori)
- Morgan Freeman – Mitch Bradley, Einar legjobb barátja (Gruber Hugó)
- Josh Lucas – Crane Curtis seriff (Láng Balázs)
- Damian Lewis – Gary Winston, Jean exbarátja (Szatmári Attila)
- Camryn Manheim – Nina, egy étterem vezetője, ahol Jean munkát kap (Menszátor Magdolna)
- Becca Gardner – Griff Gilkyson, Jean lánya (Talmács Márta)

## Forgatási helyszínek
- A filmben Wyoming államban lévő helyszínt Brit Columbiában vették fel.

## Megjelenése
A filmet első ízben 2005. augusztus 19-én mutatták be Nagy-Britanniában, az Edinburgh-i filmfesztiválon, és nem sokkal később a franciaországi Deauville-i filmfesztiválon, 2005. szeptember 5-én.
Magyarországon 2006. március 16-án kezdték vetíteni a mozik.
DVD-n 2006. április 11-én jelent meg.

## Fogadtatás
Roger Ebert, a Chicago Sun-Times filmkritikusa 3 csillagot adott rá a lehetséges 4-ből. Rebecca Murray, az About.com filmkritikusa kiemeli a színészek játékát, és a szép fényképezést.

## Érdekességek
- Einar fiának sírja a háza közelében van, amit naponta meglátogat. Az ő faragatlan, fekete sírkövére ez van írva: „Griffin Gilkyson, an unfinished life (=egy befejezetlen élet), 1971-1992”.